# Musée des Beaux-Arts de Séville
Le musée des Beaux-Arts de Séville est la pinacothèque la plus importante d'Andalousie, et l'une des toutes premières d'Espagne. Riche de plus d'un millier de peintures, mais aussi de sculptures, dessins, etc., il est célèbre pour son exceptionnelle collection d'œuvres de l'école baroque sévillane. Il renferme des toiles de Zurbarán, Murillo, Valdés Leal, Francisco de Herrera le Vieux, mais également de Velázquez, El Greco et Goya. Il propose d'autre part une belle série de peintures flamandes des XVe et XVIe siècles.

## Histoire

### L’édifice
L’édifice qui abrite le musée des Beaux-Arts n’est autre que l’ancien couvent de la Merced Calzada de la Asunción, qui trouve son origine au XIIIe siècle, sous le règne de Ferdinand III de Castille. Il fut bâti en style mudéjar par saint Pierre Nolasque, fondateur de l’ordre de Notre-Dame de la Merci qui rachetait les esclaves chrétiens captifs en pays musulmans. Il se trouve dans le quartier du Museo, dans le district de Casco Antiguo.

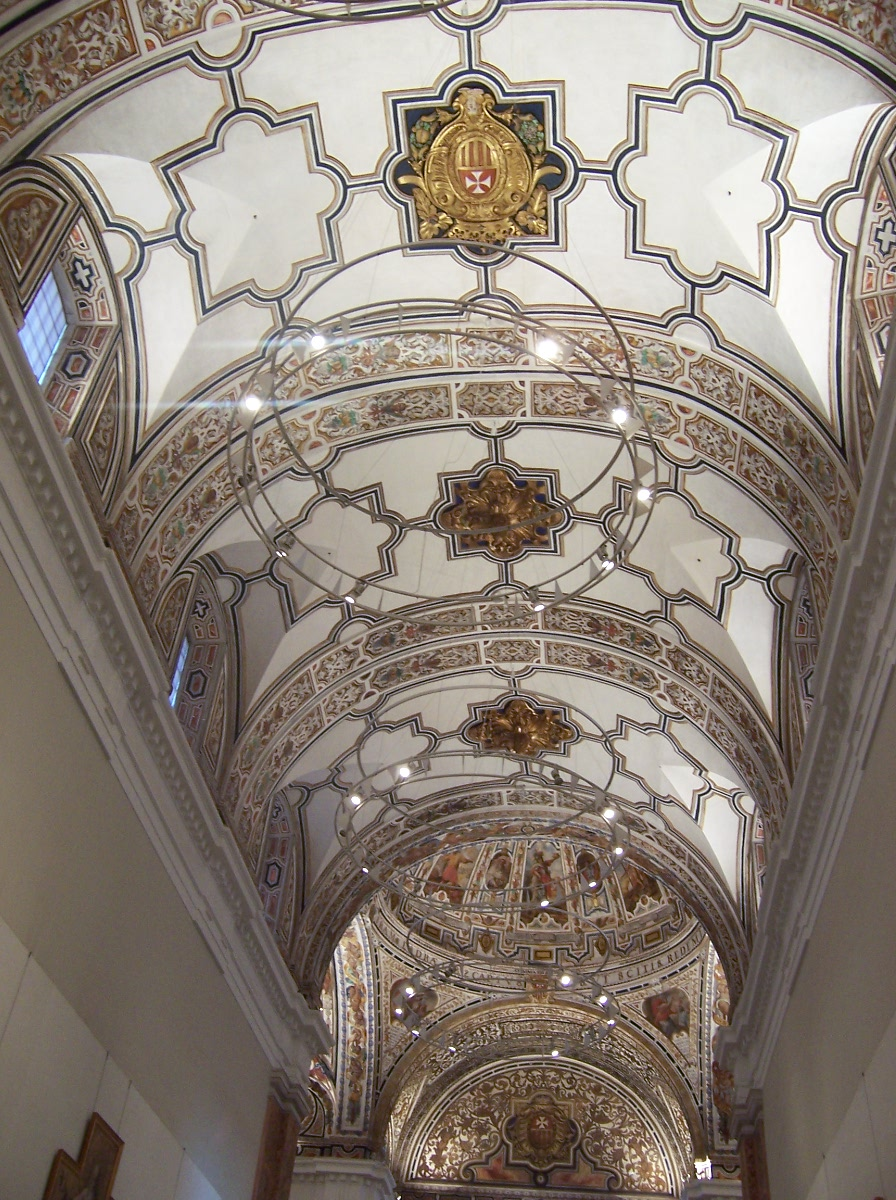
Voûte de l'église.

Le monastère est démoli au XVIIe siècle, pour laisser place à un nouvel ensemble. Les travaux, impulsés par le frère supérieur de l’ordre, Alonso de Monroy, sont menés par l’architecte Juan de Oviedo y de la Bandera à partir de 1603. La construction de l’église s’achève en 1612, tandis que les bâtiments conventuels s’élèvent progressivement au cours des cinquante années suivantes. Nombre de tableaux sont commandés à des artistes de renom, dont Zurbarán, qui peint une série de chefs-d'œuvre parmi lesquels le fameux Saint Sérapion, aujourd'hui au Wadsworth Atheneum aux États-Unis. C'est en 1724 qu'est engagée une nouvelle campagne d’aménagements, durant laquelle la voûte de l’église est décorée de peintures. Les moines sont expulsés en 1835 et leur couvent confisqué par la couronne. Les œuvres sont dispersées et vendues (surtout à des acheteurs anglais).
Après 1841, date à laquelle l'ancien couvent devient un musée ouvert au public, l’édifice connaît trois grandes phases de restauration et de réaménagement. La dernière en date a été menée entre 1985 et 1993, dans le but d’adapter les lieux aux nouvelles nécessités que supposent les techniques et usages muséographiques modernes.
Le monument qu’occupe aujourd’hui le musée se distingue par son architecture sobre et raffinée, mêlant le style maniériste d'un Juan de Herrera (lignes droites, volumes cubiques, simplicité des formes) aux premières influences baroques.

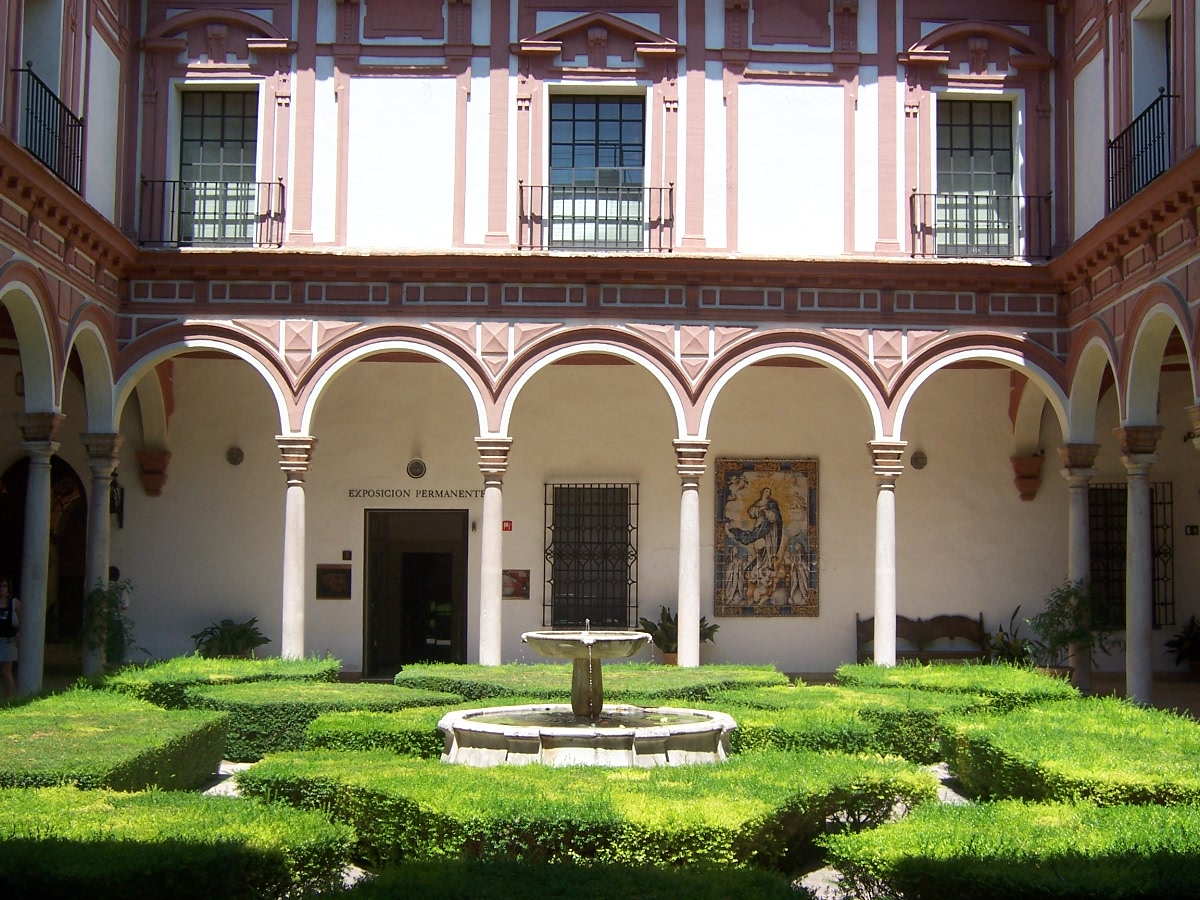
Cloître du buis.

La façade du bâtiment est un exemple de cette fusion. De composition rigide, l’ordonnancement est allégé par les éléments décoratifs typiques du baroque sévillan, dont certains furent ajoutés postérieurement à l’édification de la façade. Les fenêtres, encadrées par des pilastres, sont surmontées de festons. Le portail, qui fut plaqué dans les années 1940 après avoir été détaché d’une autre partie de l’édifice, est nettement marqué par le goût baroque : colonnes torses, fronton brisé, statuaire...
L’intérieur s’ordonne sur deux niveaux, autour de deux cloîtres ceints de galeries à arcades, et de deux patios. Ces quatre espaces sont agrémentés de plantations diverses et de pièces d’eau. Les deux étages sont reliés par un monumental escalier de style maniériste. La pièce la plus spectaculaire est sans conteste l’église conventuelle, surmontée d’une haute voûte en berceau ornée de peintures.

### Le musée
Sous le règne de Marie-Christine de Bourbon, les gouvernements libéraux poursuivent la politique de confiscation et de vente des propriétés improductives de l’Église initiée par Godoy en 1798. Dans les années 1830, le couvent de la Merced est évacué ; en 1836, le gouvernement de Juan Álvarez Mendizábal décide de la création d'un Musée de peintures. La constitution de la collection primitive se fait après les nouvelles dispositions de confiscation du patrimoine de l’Église : les œuvres sont sélectionnées dans des couvents et monastères désaffectés. Elles sont dévoilées au public lors de l’inauguration du musée, qui intervient en 1841. Depuis, les collections n’ont cessé de s’enrichir à travers les acquisitions, donations, dations et autres dépôts. Avec l’avènement de la Constitution de 1978 et la loi des Musées de 1985, le transfert progressif par l’État de la gestion des musées nationaux des provinces aux communautés autonomes a permis d’accroître la capacité de développement des collections. À Séville, le gouvernement andalou a fortement contribué à compléter les fonds du musée des Beaux-Arts.

## Les collections
Le musée des Beaux-Arts de Séville possède d'importants fonds de dessins, sculptures, gravures et objets d'art. C'est toutefois sa collection de peintures, pour laquelle il fut créé, qui fait sa richesse et sa renommée. L'institution culturelle est en possession de plus de 1.300 toiles qui illustrent l'évolution de l'art espagnol depuis la fin du Moyen Âge au début du XXe siècle. C'est l'école sévillane qui est la mieux représentée dans les salles. Le cœur de la collection est constitué d'œuvres essentielles des grands maîtres de la peinture du Siècle d'Or : Francisco de Zurbarán, Bartolomé Esteban Murillo, Juan de Valdés Leal.

### Art du Moyen Âge et de la Renaissance
Les quelques œuvres médiévales présentées datent de la deuxième moitié du XVe siècle et correspondent aux dernières lueurs du gothique. Les peintures illustrent la naissance de l'école sévillane, autour des maîtres Juan Hispalense (es) et Juan Sánchez de Castro (es). Le musée expose par ailleurs un Juan Bautista de Bartolomé Bermejo.
Les pièces de la Renaissance figurent en nombre et en qualité. La découverte des Amériques et l'attribution du monopole du commerce avec les Indes a entraîné un essor artistique dans la ville. En témoignent le développement de l'école sévillane, influencée par la peinture italienne, introduite par Alejo Fernández, et les artistes des Flandres, que les contacts entre les terres de Charles Quint amenèrent en Espagne. Il n'est donc pas surprenant de pouvoir admirer à Séville une belle collection de toiles flamandes et allemandes, anonymes pour la plupart, mais aussi de maîtres tels Lucas Cranach, Joos van Cleve.
Le maniérisme s'introduit en Espagne par ces mêmes voies italiennes et nordiques. Le musée des Beaux-Arts détient des toiles de Frans I Francken, Martin de Vos, Pieter Coecke van Aelst et Pieter Aertsen. L'école espagnole est représentée par El Greco, et les sévillans Luis de Vargas et Pedro de Villegas Marmolejo (es), mais surtout par des chefs-d'œuvre de Fernando Pacheco, d'Alonso Vázquez et de Francisco de Herrera le Vieux, les maîtres de l'école maniériste sévillane, qui perdure jusque dans les premières décennies du XVIIe siècle. Le musée compte quelques tableaux d'Alonso Cano, ainsi qu'une toile des débuts de Diego Velázquez.
Parmi les œuvres les plus remarquables se distinguent :
- Calvaire de Lucas Cranach
- Saint Anne, la Vierge et l'Enfant, de Joos van Cleve
- Annonciation, d'Alejo Fernández
- Jugement dernier, de Martin de Vos
- Portrait de Jorge Manuel, du Greco
- Couronnement de la Vierge, de Pieter Aertsen
- La sainte Cène, d'Alonso Vázquez
- Saint Pierre Nolasque embarque pour racheter les captifs, de Francisco Pacheco
- Triomphe de saint Herménégild, de Francisco de Herrera le Vieux
- La sainte Cène, de Francisco de Herrera le Vieux
- Vision de saint Basile, de Francisco de Herrera le Vieux
- Portait de Cristóbal Suárez de Ribera, de Diego Velázquez

Le musée détient un chef-d'œuvre de la sculpture de l'italien Pietro Torrigiano, Saint-Jérôme. 
Les sculptures de l'école maniériste sévillane constituent par ailleurs un des points forts de la collection, autour de représentations de l'enfant Jésus et de têtes de saints coupées. Les pièces présentées ont été exécutées par Juan Martínez Montañés et Gaspar Núñez Delgado (es), deux artistes qui amorcent la transition vers le baroque.

### L'art baroque
Les fonds d'art baroque forment le noyau des collections de peintures du musée des Beaux-Arts. Emmenée par une école prolifique, Séville est emportée au XVIIe siècle dans une folie baroque, nourrie par les exportations vers le Nouveau Monde et les commandes effectuées par les institutions religieuses : couvents, églises, cathédrale... Dans une période de crise économique, la déprime pousse au repli vers les valeurs religieuses, dont la production intense d'œuvres pieuses est l'un des signes.
Les pionniers du mouvement, qui s'extirpent peu à peu du maniérisme en empruntant les chemins du naturalisme sont Juan de Roelas, Juan del Castillo (es) et Juan de Uceda Castroverde. Francisco de Zurbarán se rattache également à ce premier baroque, la série de chefs-d'œuvre conservés au musée en constitue l'un des joyaux. Bartolomé Esteban Murillo et Juan de Valdés Leal, dont le musée abrite nombre de pièces maîtresses, sont, quant à eux, totalement intégrés au baroque triomphant. 
Les salles de l'école baroque sévillane exposent essentiellement les grands formats de ces artistes, notamment sous la voûte de l'église. Les disciples des ateliers de Zurbarán, Murillo et Valdés Leal sont également mis à l'honneur.
Parmi les principaux chefs-d'œuvre :
- Jésus sur le chemin du Calvaire, de Juan de Roelas
- Martyre de saint André, de Juan de Roelas
- Saint Thomas d'Aquin, de Francisco Herrera le Jeune
- Adoration des Mages, de Juan del Castillo
- Apôtres, de Francisco Polanco
- Le vendeur de vin, de Pedro Núñez de Villavicencio

- Francisco de Zurbarán :
  - Crucifixion
  - Triomphe de saint Thomas d'Aquin
  - Vierge de las Cuevas
  - Saint Hugues au réfectoire
  - Christ crucifié expirant
  - Saint Grégoire le Grand
- Juan de Valdés Leal :

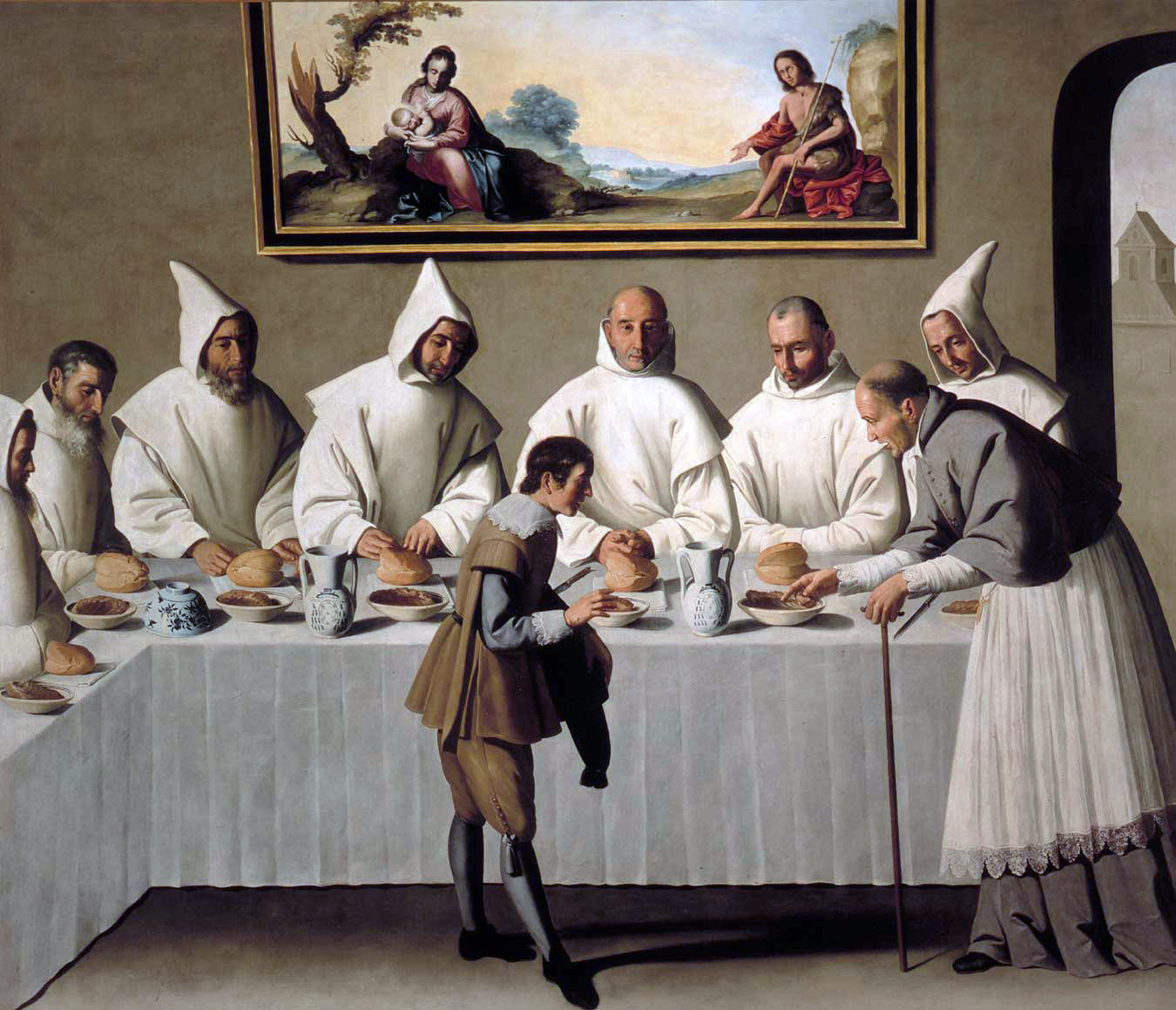
Saint Hugues au réfectoire, de Zurbarán

  - Fiançailles mystiques de sainte Catherine
  - série des Saint Jérôme
  - La Vierge et saint Jean
  - Saint François
  - Assomption de la Vierge

- Bartolomé Esteban Murillo :
  - Saint Jérôme pénitent

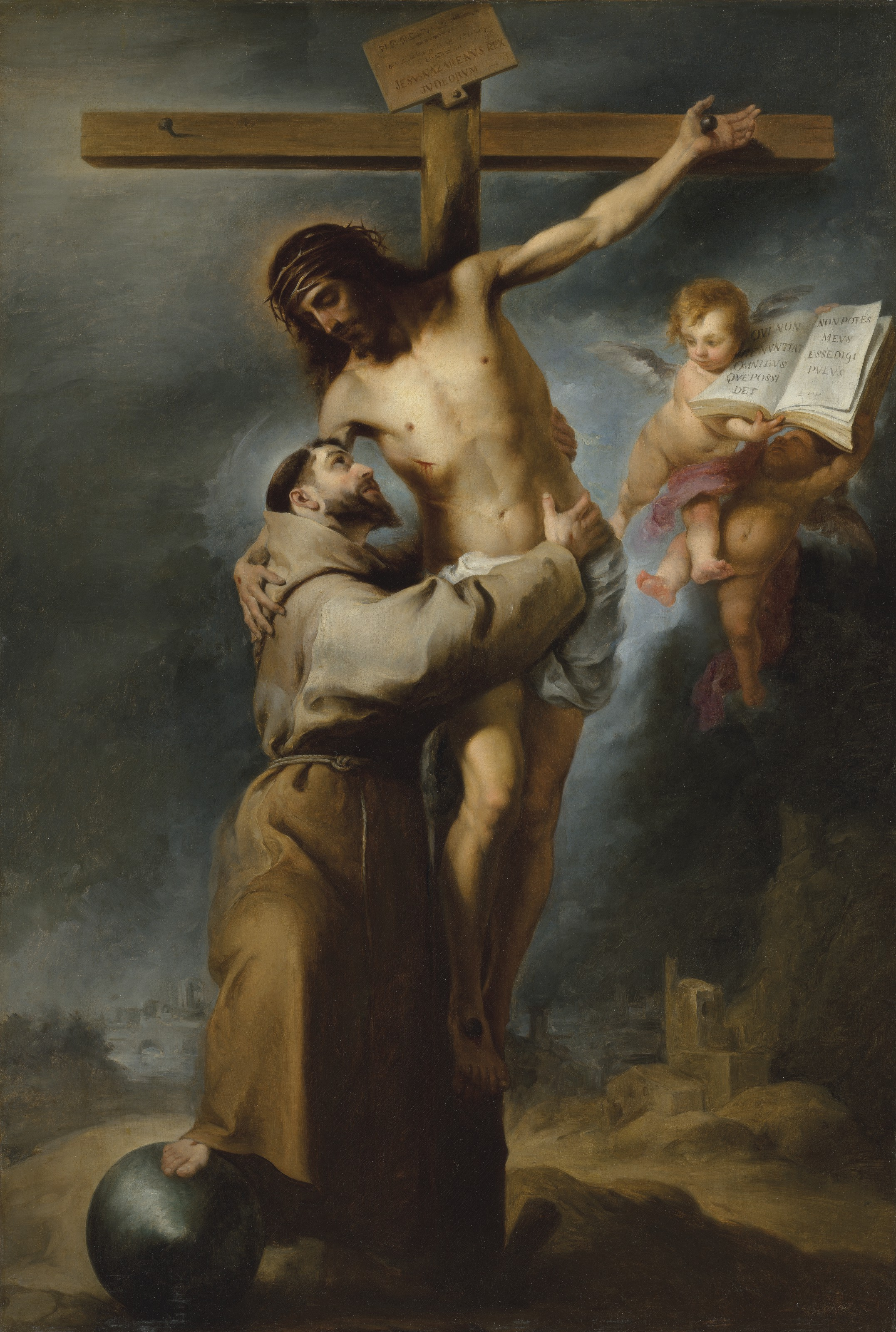
Saint François d'Assise embrassant le Christ crucifié, de Murillo

  - Saint François d'Assise embrassant le Christ crucifié
  - Immaculée Conception
  - Vierge à l'enfant (Vierge de la Servilleta)
  - Saint Jean-Baptiste
  - Saint Antoine de Padoue et l'Enfant Jésus
  - Pietà
  - Adoration des Bergers
  - Saintes Juste et Rufine

Les autres écoles baroques représentées sont celles de Madrid et Valence, au travers, entre autres, de tableaux de José Antolinez, Francisco Gutiérrez, Francisco Barrera et José de Ribera
- Le Printemps, de Francisco Barrera
- Saint Jacques le Majeur, de José de Ribera

### Arts desXVIIIe,XIXeetXXesiècles
Après l'euphorie du XVIIe siècle, l'école sévillane de peinture tend à perdre de son panache à partir du XVIIIe siècle. Seuls quelques artistes du rang de Lucas Valdés, fils de Valdés Leal, Domingo Martínez, ou Juan de Espinal parviennent à affirmer leur talent, et fournissent une production importante. Séville aborde également la peinture courtisane, raffolant des portraits, avec Bernardo Lorente Germán. Le musée possède quelques exemples de la peinture espagnole du moment, dont une toile de Goya.
- Cycle des Carros, de Domingo Martínez
- Cycle des Saint Jérôme, de Juan de Espinal
- Saint Michel archange, de Juan de Espinal
- Portrait du chanoine José Duaso y Latre, de Francisco de Goya y Lucientes
- Portrait de l’Infant Philippe, de Bernardo Lorente Germán

La peinture locale reprend un souffle nouveau au XIXe siècle. La bourgeoisie, favorisée par les lois de confiscation et de vente des biens de l'Église, devient une cliente régulière. Alors que le néoclassicisme, incarné par José María Arango, ne connaît que peu de succès, le romantisme se diffuse avec vitalité dans la ville. L'école sévillane s'empare de ce nouveau mouvement et produit notamment des portraits et des paysages. Antonio María Esquivel, Gutiérrez de la Vega, Valeriano Domínguez Bécquer, José María Romero, José Roldán ou encore Manuel Barrón en sont les principaux représentants. Le réalisme s'implante ensuite à Séville, avec Eduardo Cano ou Jiménez Aranda, puis José Villegas Cordero et Gonzalo Bilbao. Le musée propose plusieurs réalisations de ces artistes.
- Portrait de Carlos Pomar Margrand, de Antonio María Esquivel
- Portrait de Gustavo Adolfo Bécquer, de Valeriano Domínguez Bécquer
- La Mort du maître, de José Villegas Cordero
- Les Cigarières, de Gonzalo Bilbao Martínez[2]
- Danse de Bulerias (1884) de José Garcia Ramos (Séville, 1852 - 1912), huile sur toile, 52 × 28 cm[3]

Le musée renferme enfin une collection de peintures espagnoles du XXe siècle, en provenance du Pays basque (Ignacio Zuloaga), de Castille (Antonio Ortiz Echagüe, Rafael Martínez Díaz), et d’Andalousie (José María Rodríguez Acosta, Daniel Vázquez Díaz).
- Portrait du peintre Uranga, d’Ignacio Zuloaga
- Intérieur hollandais, d’Antonio Ortiz Echagüe
- Gitans du Sacromonte, de José María Rodríguez Acosta
- La cuadrilla de Juan Centeno, de Daniel Vázquez Díaz

La persistance du costumbrismo hérité du XIXe siècle distingue l’école sévillane au début du XXe, laquelle se maintient en marge des évolutions esthétiques internationales. Le modernisme se faufile peu à peu, avec des personnalités telles que Gustavo Bacarisas, Santiago Martíez et Alfonso Grosso. Gonzalo Bilbao poursuit sa carrière jusqu’à sa mort en 1938. Il est le leader de l’école sévillane à cette époque. Javier de Winthuysen ou Manuel González Santos représentent ici la pénétration de l’impressionnisme.
- Sevilla en fiestas, de Gustavo Bacarisas
- L’Enfant de chœur, d’Alfonso Grosso

## Œuvres

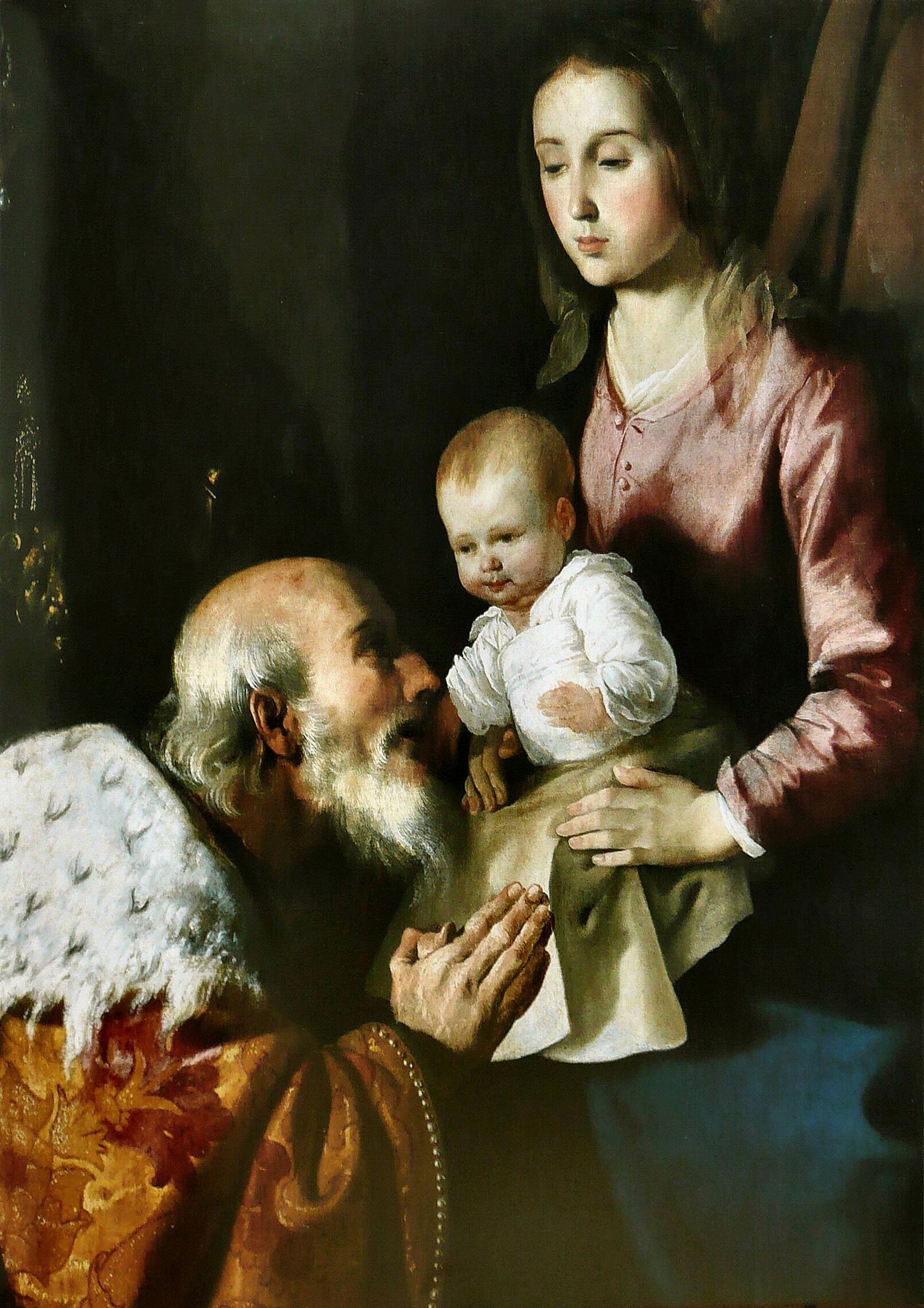
Francisco de Zurbaran : Adoration des Mages.
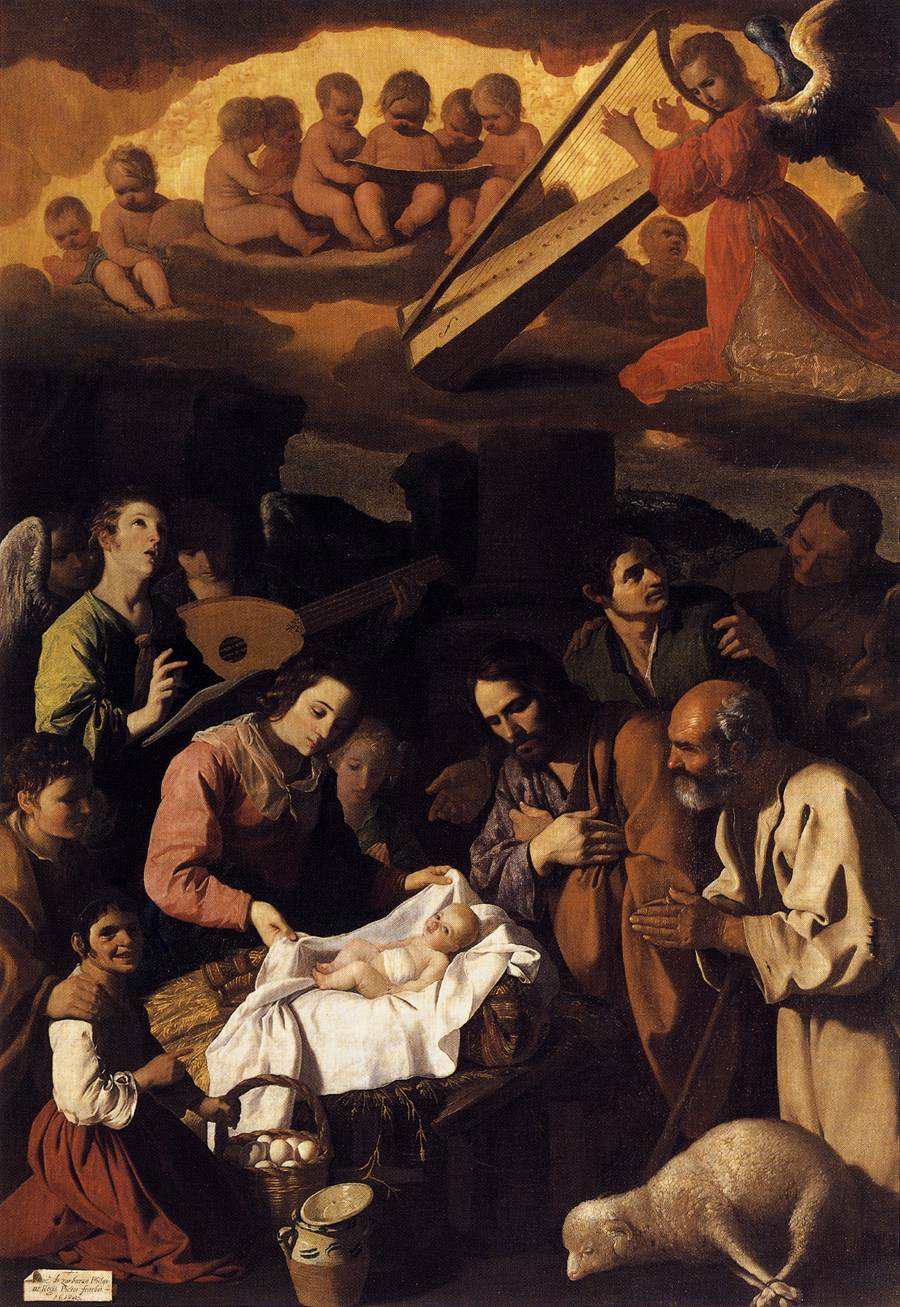
Francisco de Zurbaran : Adoration des Bergers.
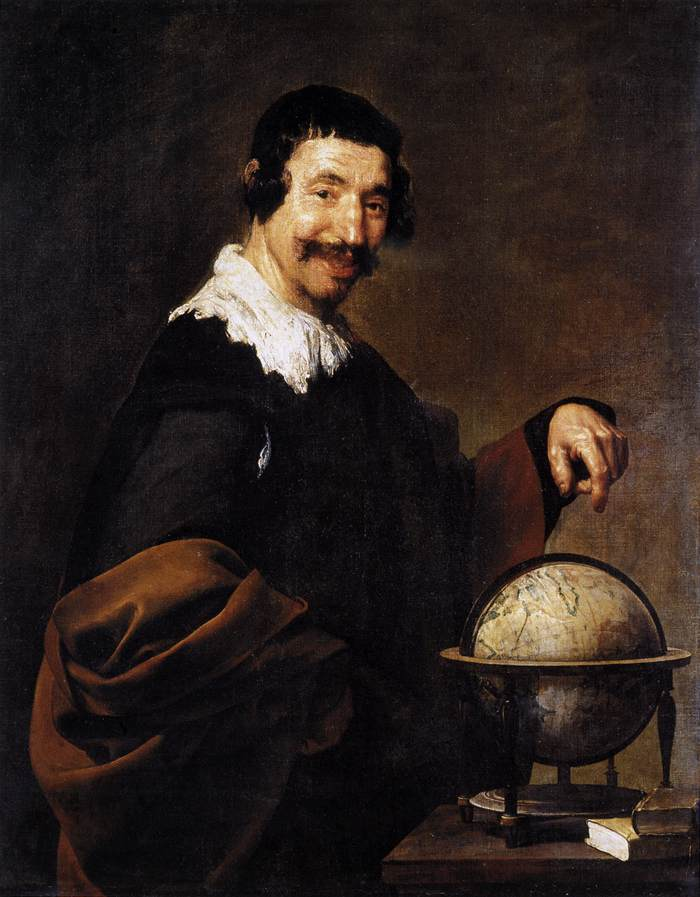
Diego Velasquez : Démocrite.
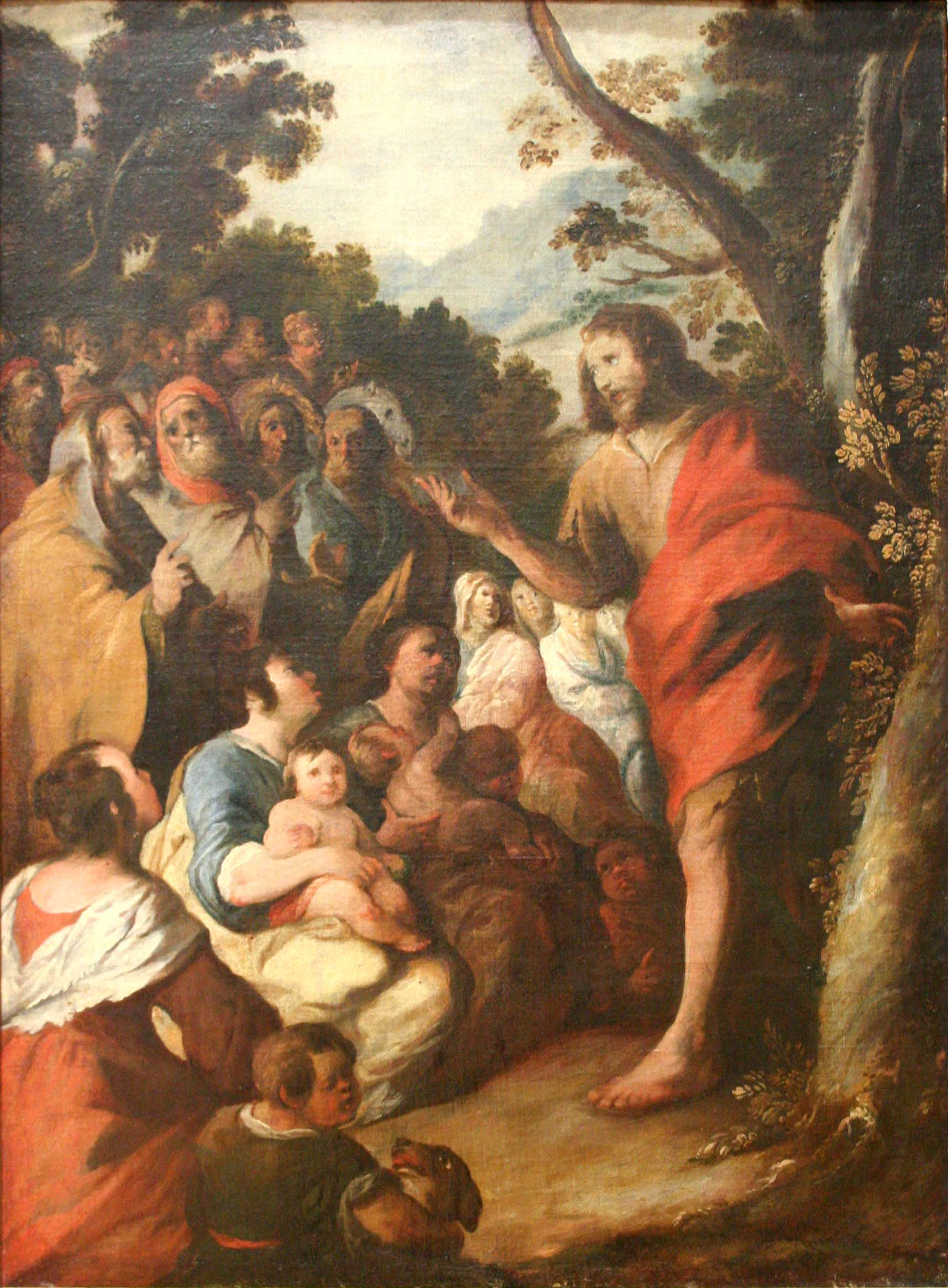
Francisco de Herrera le Vieux : Prédication de Saint Jean Baptiste.
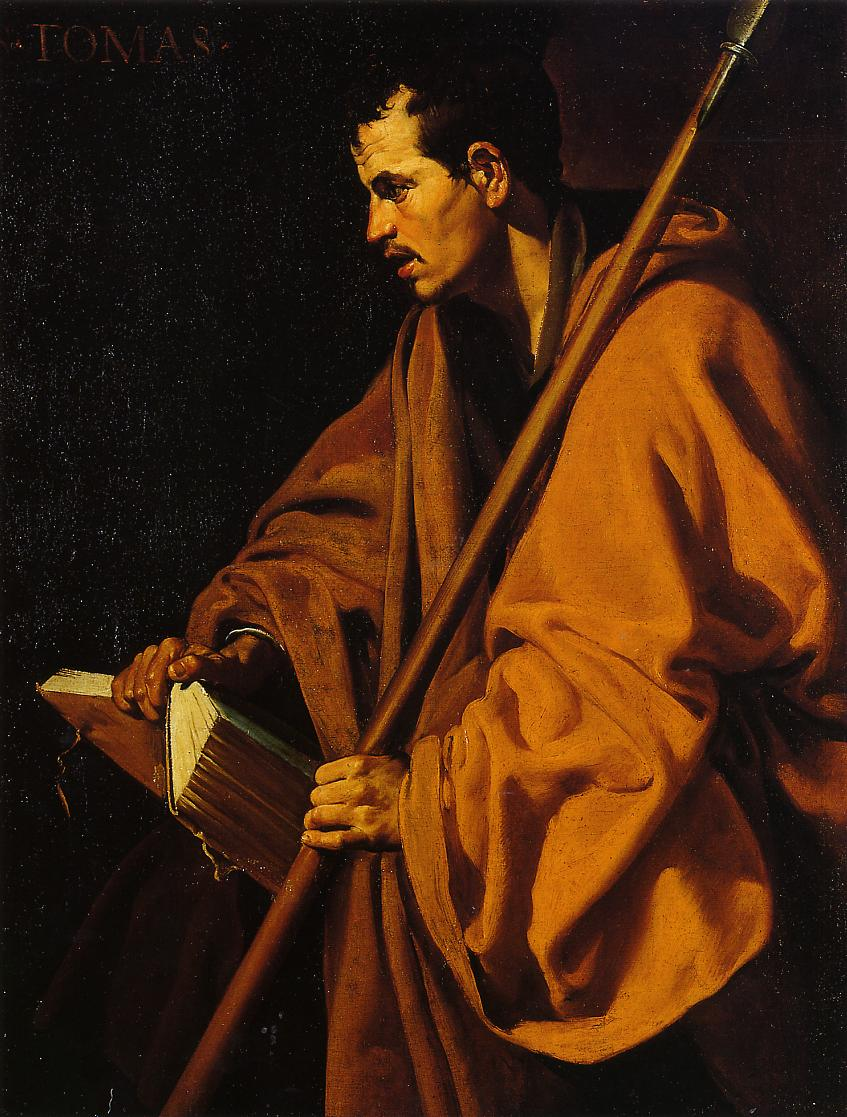
Diego Velasquez : Saint Thomas.
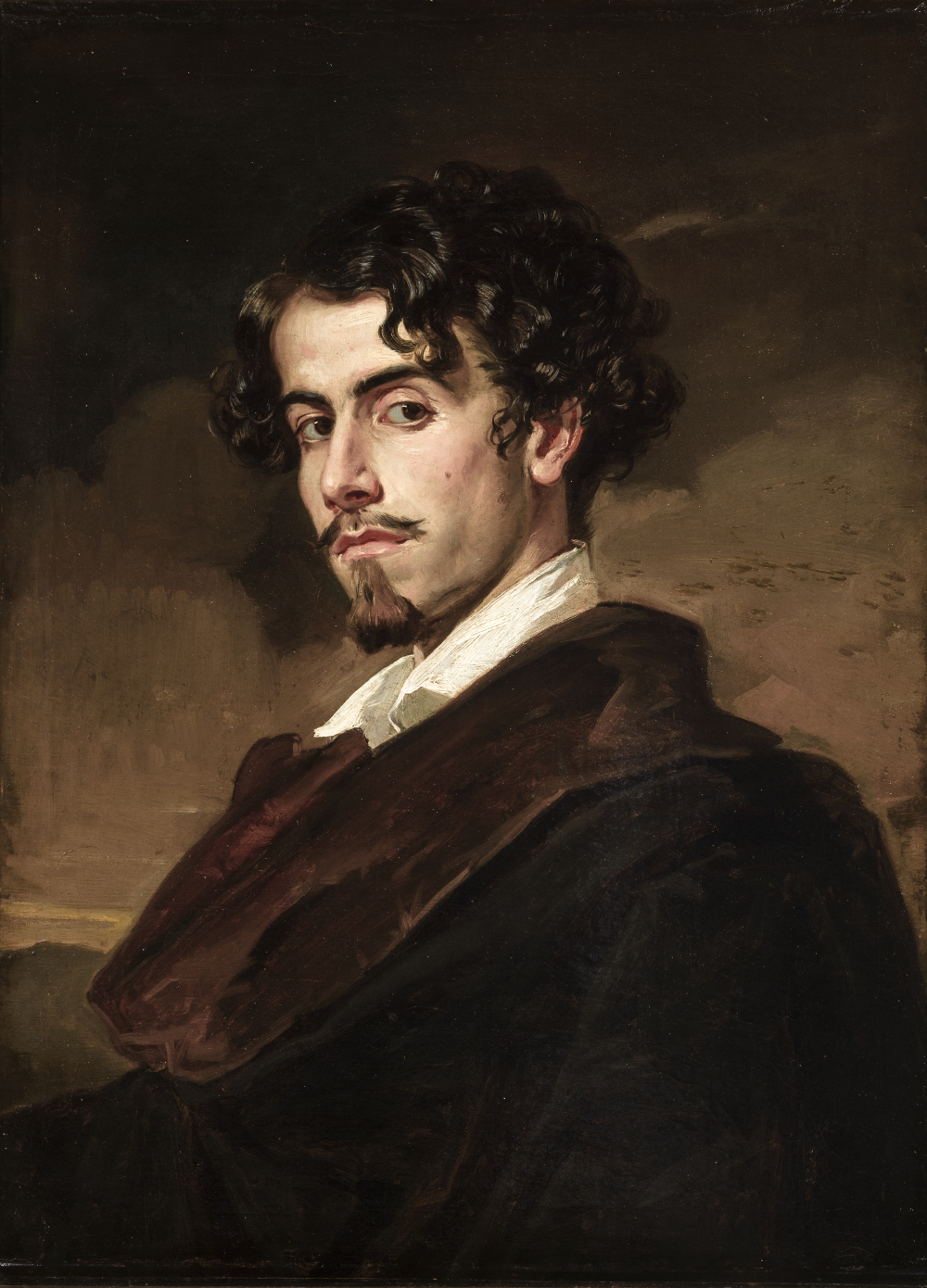
Valeriano Domínguez Bécquer : Portrait de son frère, Gustavo Adolfo Bécquer (1862).